# Brown's Copse Cemetery
Le Brown's Copse Cemetery  est un cimetière militaire de la Première Guerre mondiale, situé sur le territoire de la commune de Rœux, dans le département du Pas-de-Calais, à l'est d'Arras.

## Localisation
Ce cimetière est situé en pleine campagne à 1,5 km au nord-ouest de la commune, de l'autre côté de l'autoroute et de la voie ferrée.

## Histoire

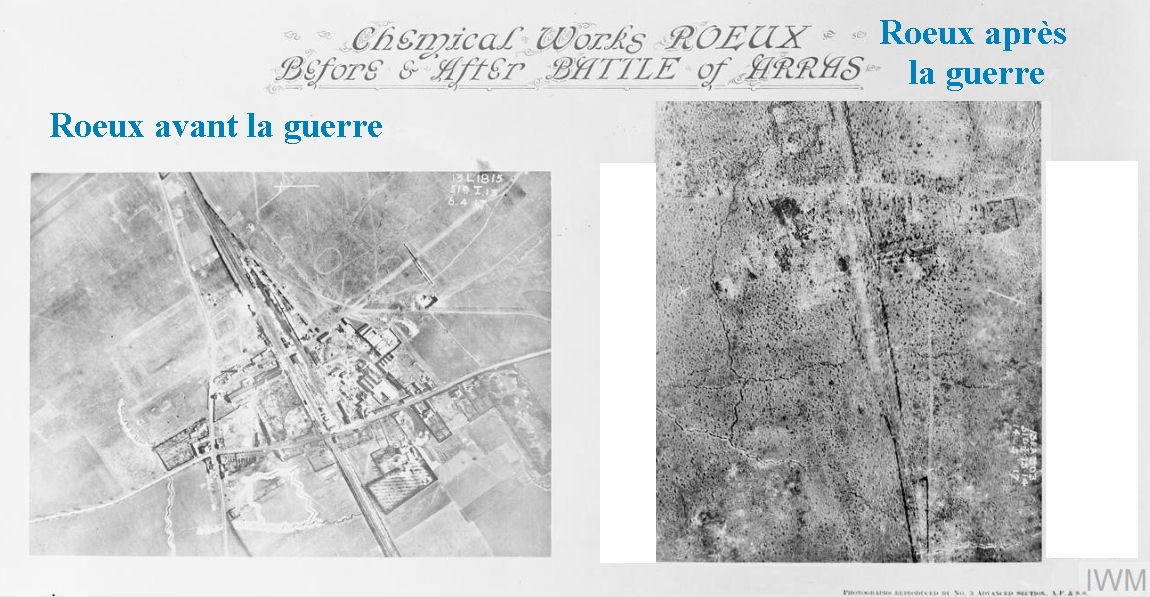
Vue aérienne de Roeux avant et après la guerre.

Roeux est occupé par les troupes allemandes dès fin août 1914 et le secteur marquera la fin de la progression allemande devant Arras.
En avril 1917, les alliés lancent la Bataille d'Arras en vue de reconquérir le secteur. Les Allemands avaient  construit  un système de grottes et de fortifications qui ont contribué à rendre la capture de  Roeux exceptionnellement difficile.  La 9e division écossaise échoua d'abord le 12 avril. Les usines chimiques proches de la gare furent prises  le 22 avril et, après des combats incessants et le village, entièrement détruit du fait des bombardements incessants,  fut nettoyé par la même division le 14 mai. L'usine chimique fut perdue le 16 mai et fut finalement prise par la 51e Division le 26 août suivant.
Le secteur sera de nouveau perdu fin mars 1918 lors de l'Offensive du printemps de l'armée allemande, puis repris définitivement fin août suivant.
Le cimetière britannique de Roeux a été commencé par des unités combattantes entre avril et novembre 1917. Le cimetière doit son nom à un petit bosquet (le Bois Rossignol) qui était situé à proximité. Après l'Armistice  850 tombes ont été amenées d'une vaste zone au nord et à l'est d'Arras.
Le cimetière comporte aujourd'hui 2 070 sépultures et commémorations de la Première Guerre mondiale dont 862 ne sont pas identifiées 
,.

## Caractéristiques
Un imposant portique marque l'entrée du cimetière qui a un plan quasi rectangulaire de 135 m sur 45. Il est entièrement clos d'une muret de moellons.

Le cimetière a été conçu par Sir Edwin Lutyens.

## Galerie

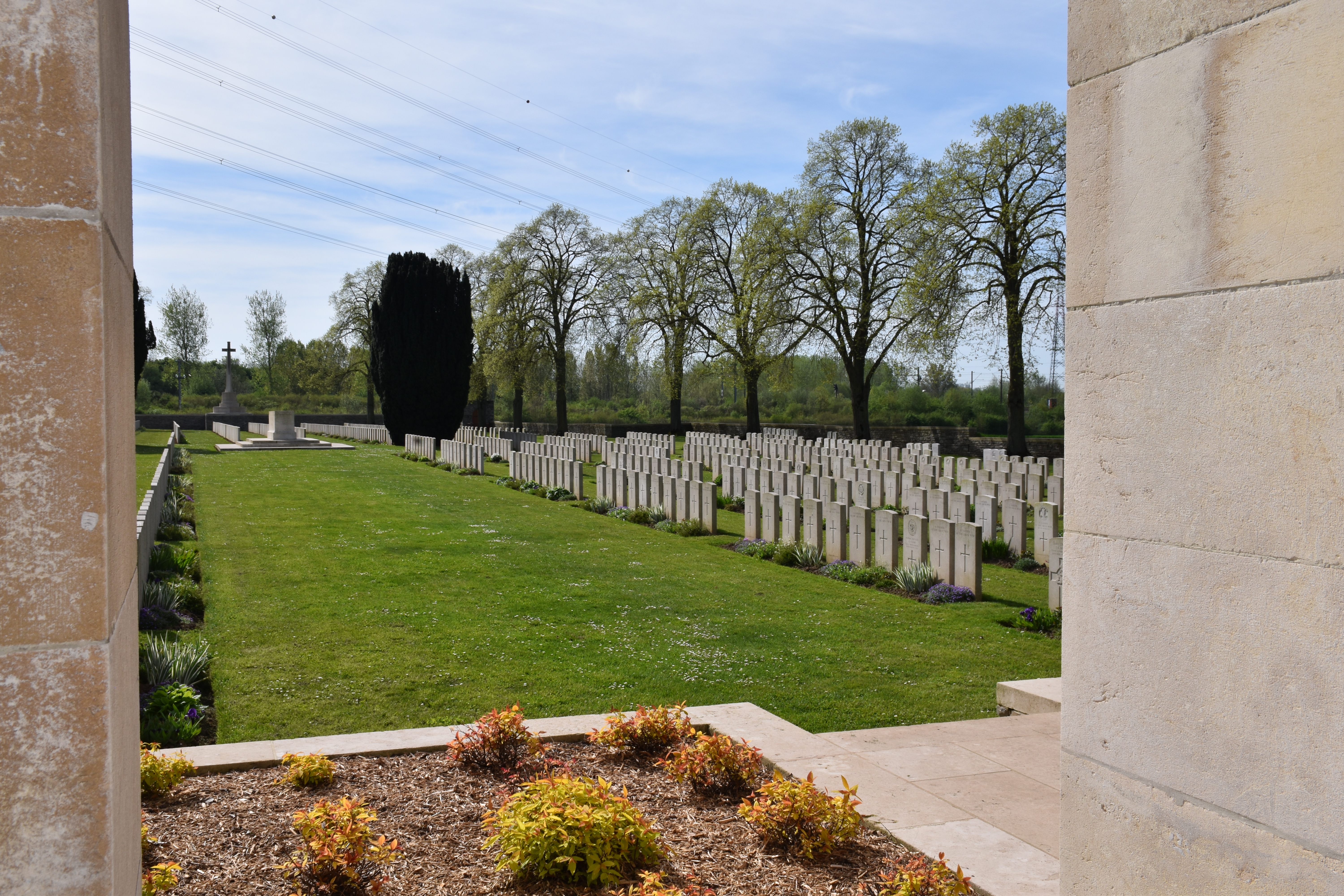
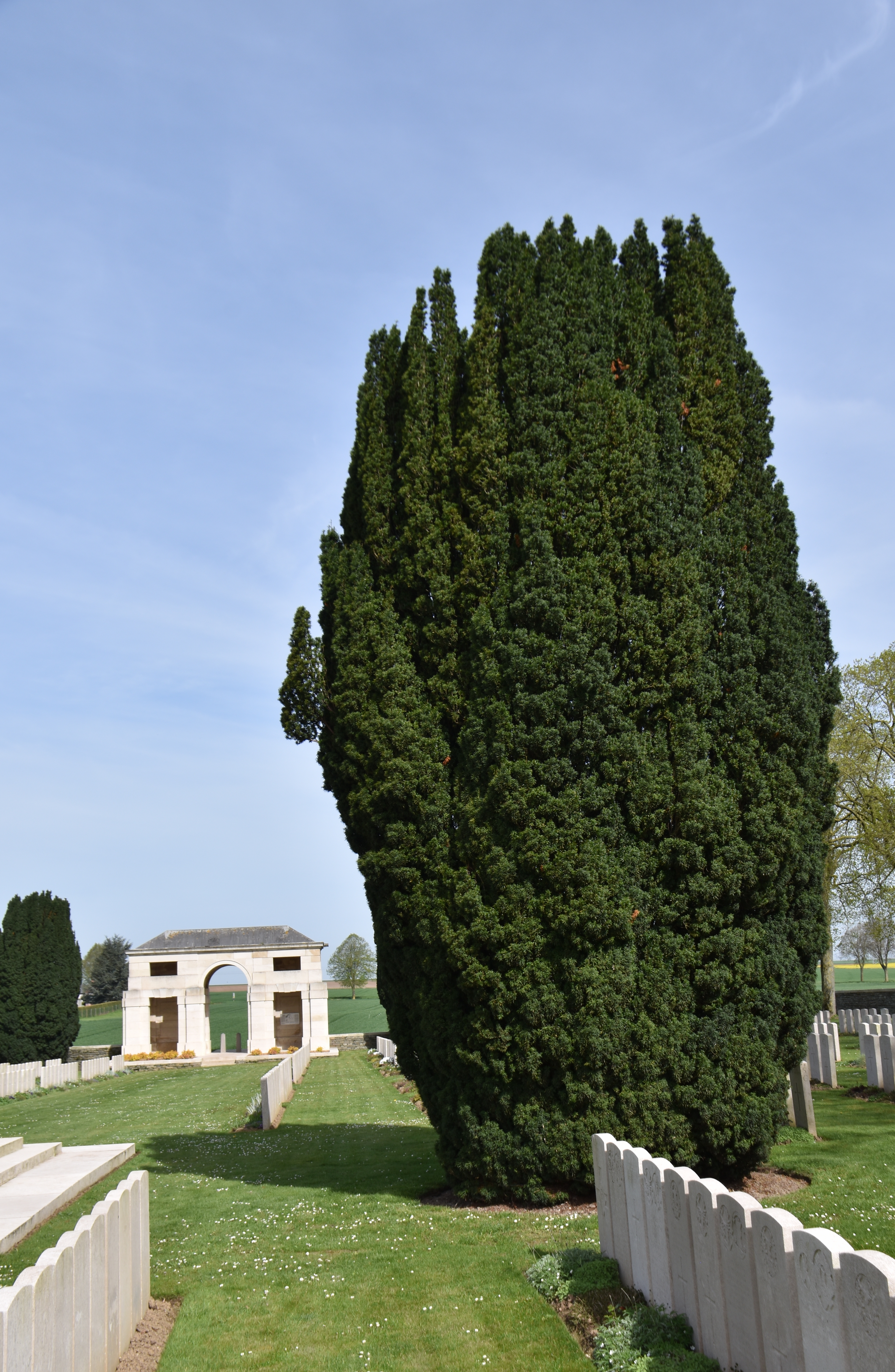
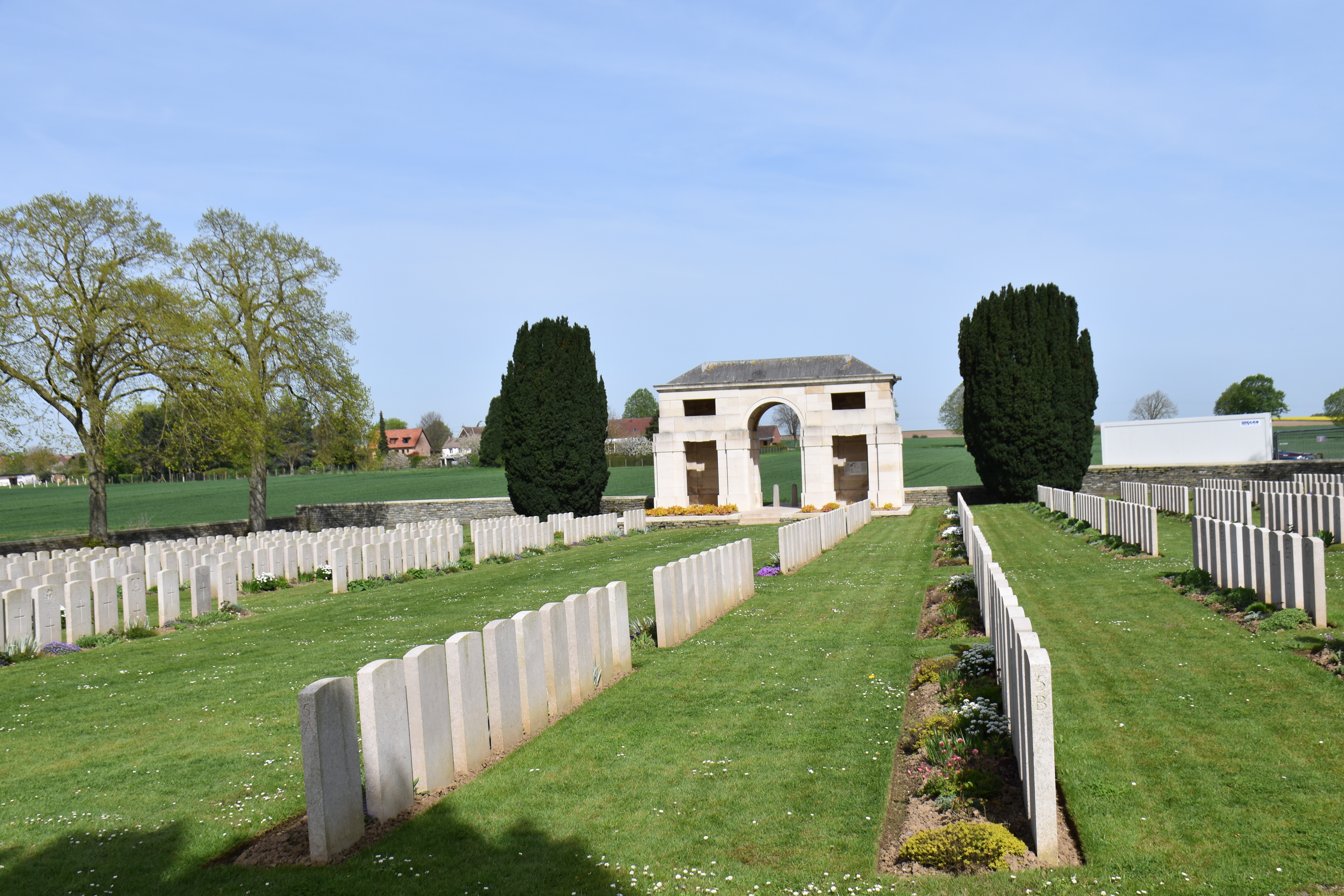
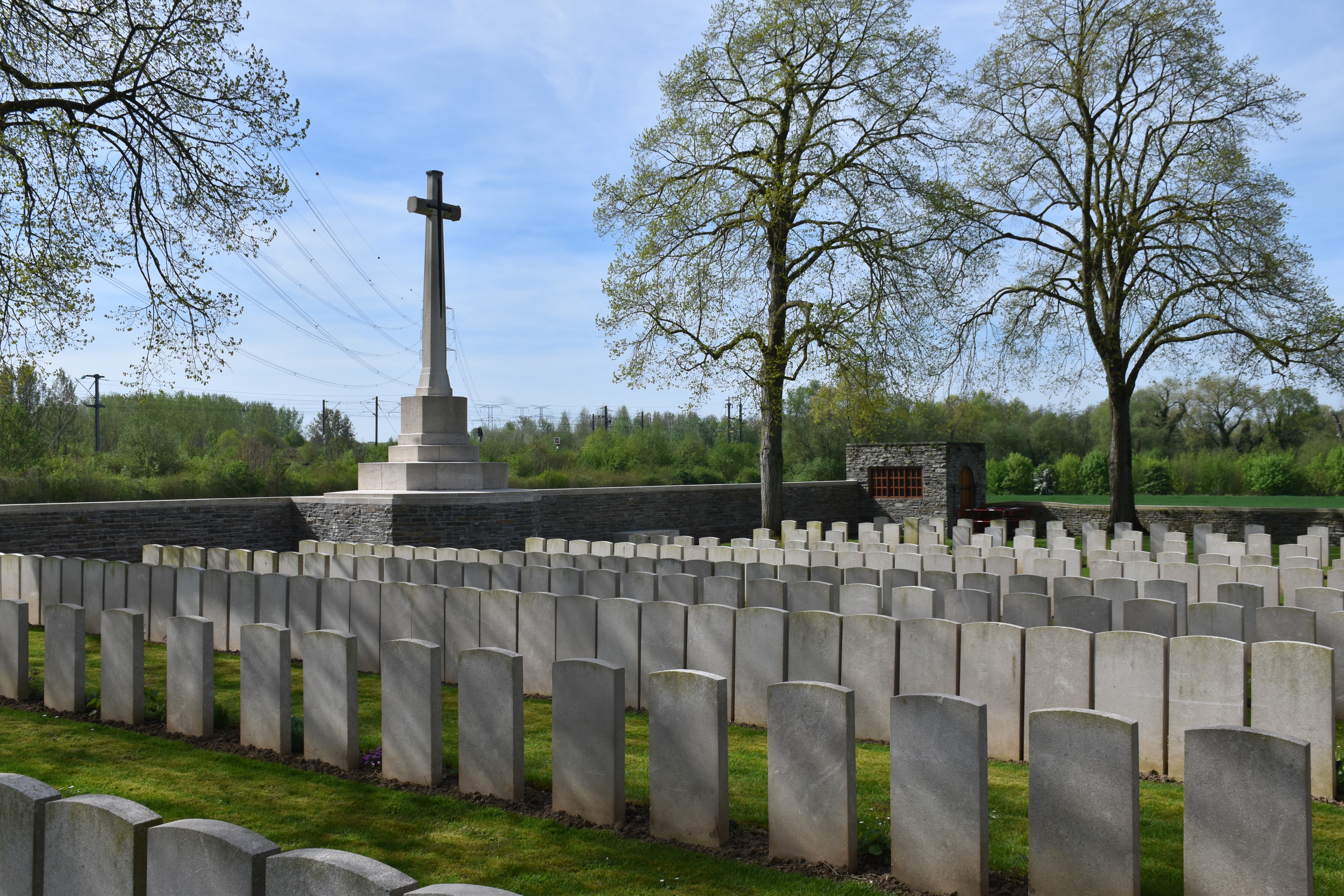
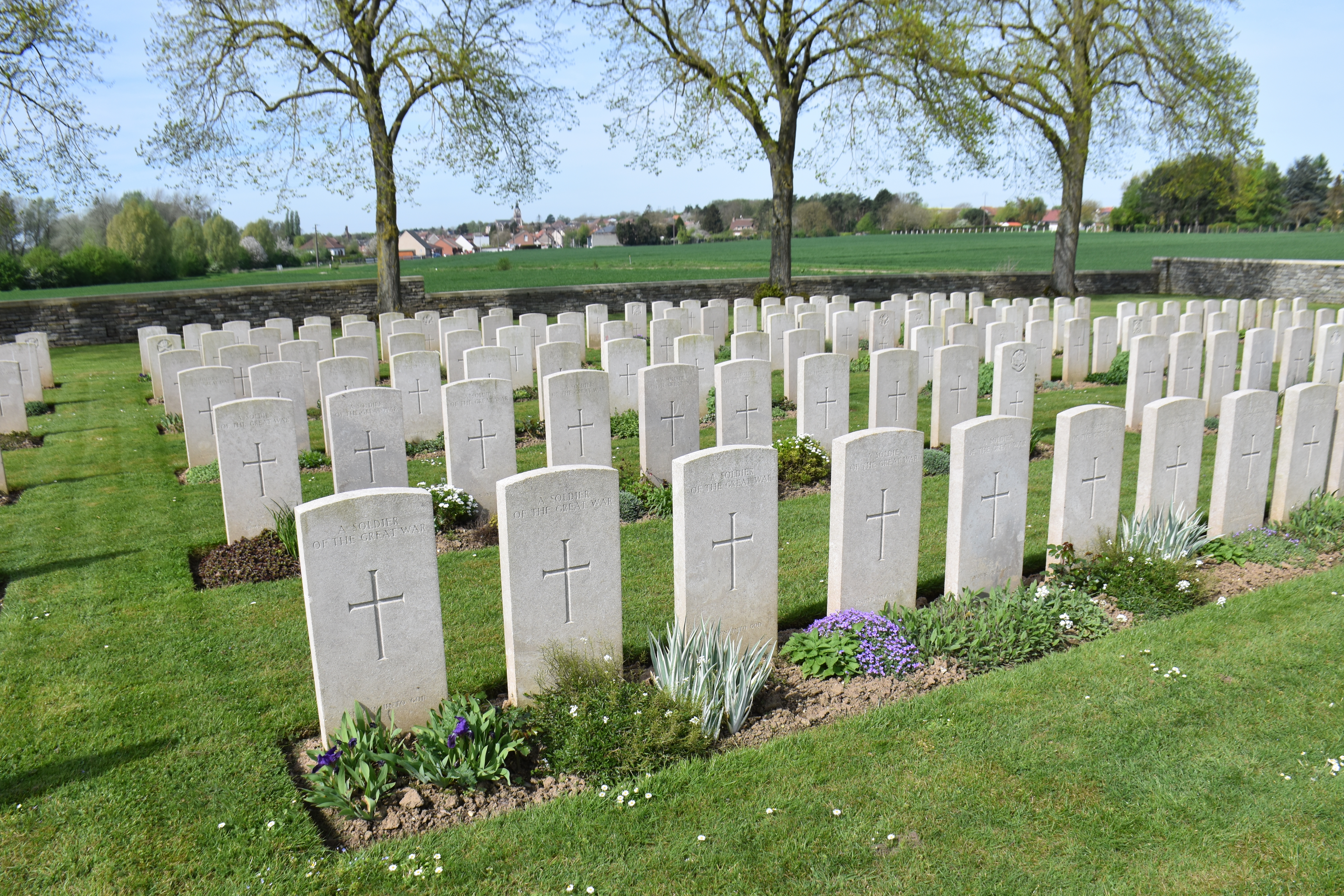
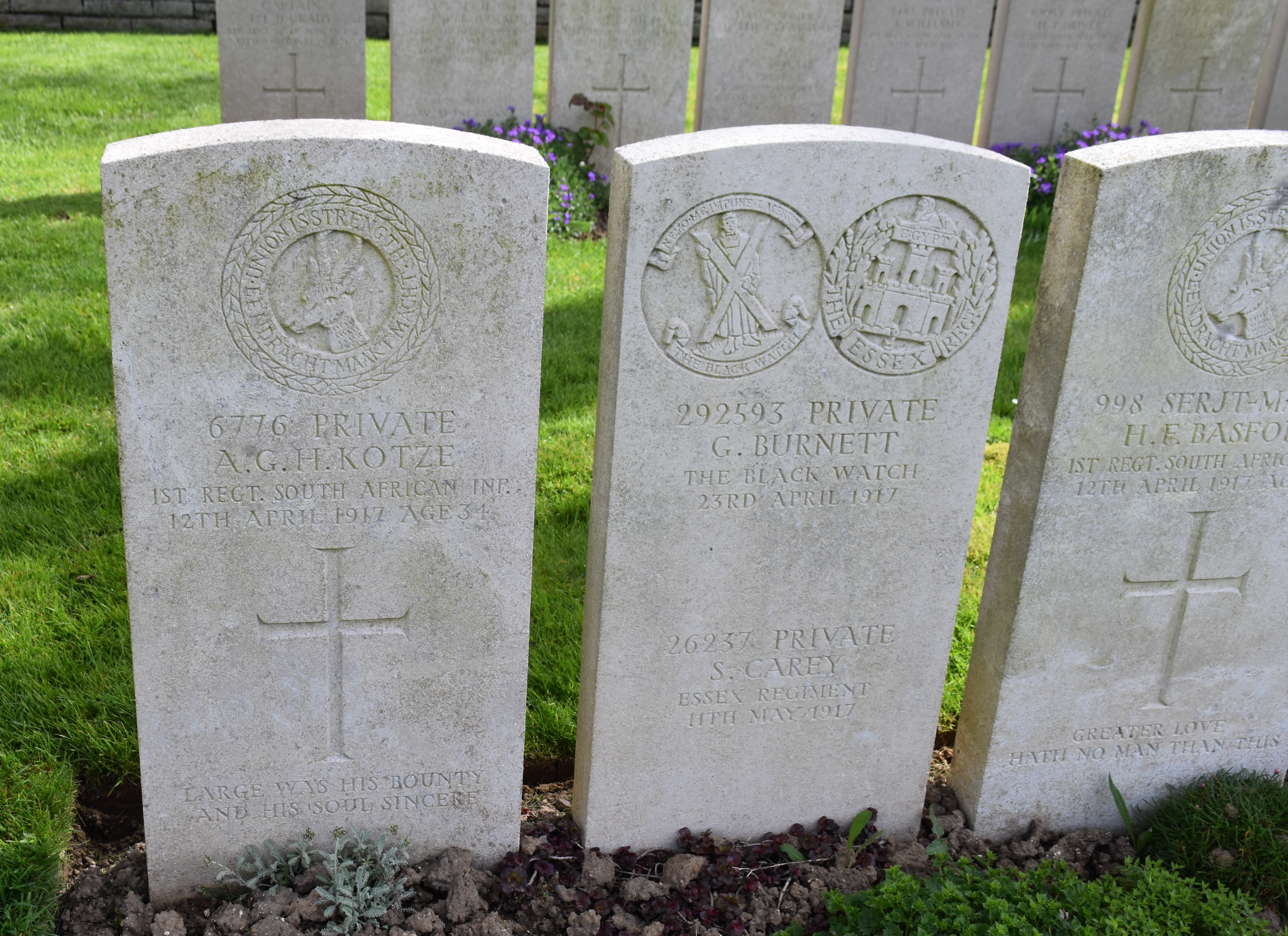

## Sépultures
| Pays           | Sépultures |
| -------------- | ---------- |
| Royaume-Uni    | 1 938      |
| Canada         | 2          |
| Afrique du Sud | 130        |
| Total          | 2 070      |